# スパークス (ネバダ州)
スパークス（Sparks）は、アメリカ合衆国ネバダ州北西部に位置する都市。州第3の都市リノの東に隣接し、同市の郊外都市となっている。人口は108,445人（2020年国勢調査）で、ネバダ州の法人化されている都市としては第5位（CDPも含めると州内第9位）である。

## 歴史

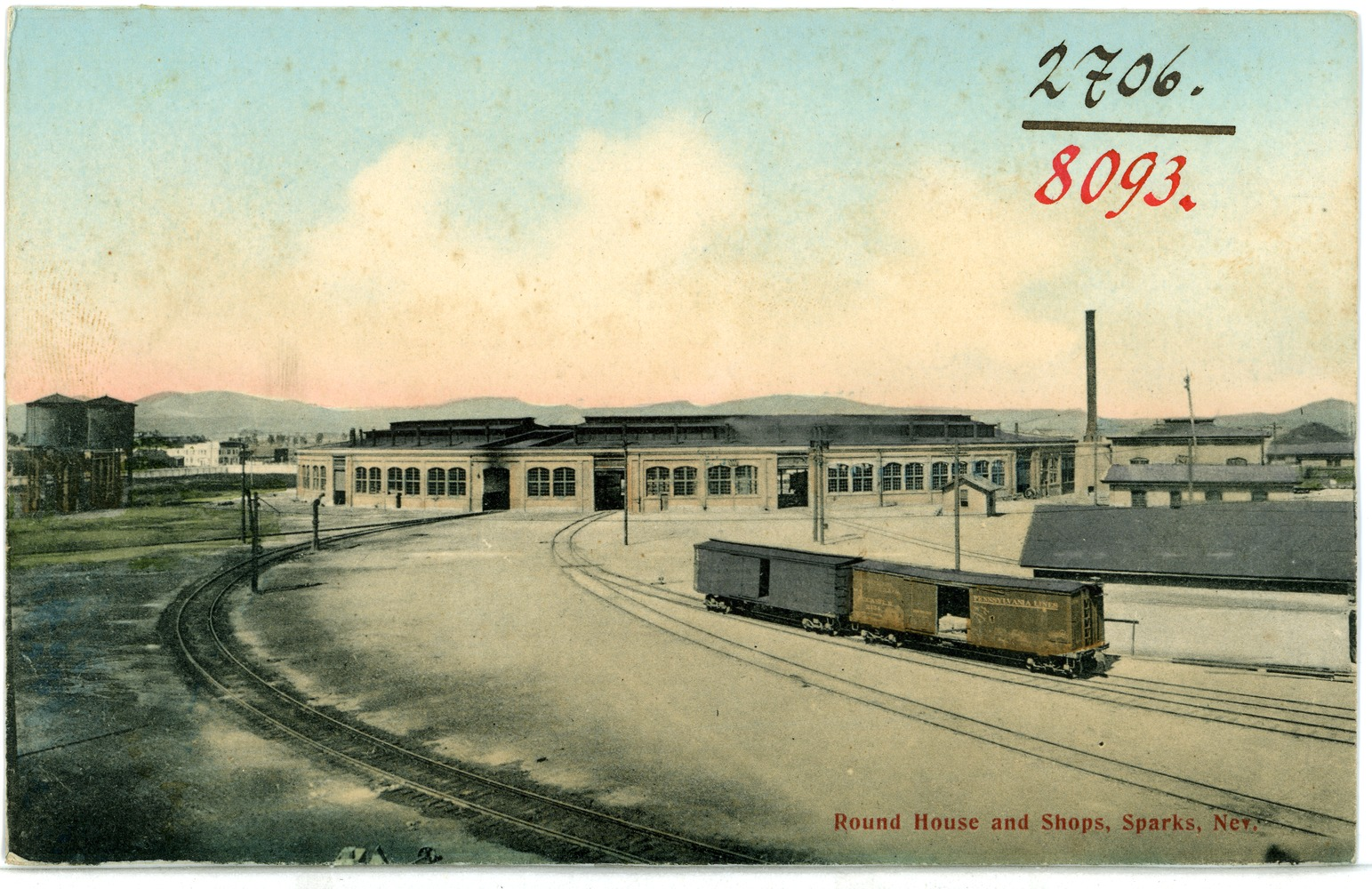
スパークスの扇形庫（1906年）

20世紀に入るまで、今日のスパークス市があるこの一帯は、リノの町の東に広がる荒涼とした大地が広がり、牧場が点在するだけの地であった。1904年、ネバダ州北部におけるセントラル・パシフィック鉄道の路線を引き継いだサザン・パシフィック鉄道（現ユニオン・パシフィック鉄道）は、約50km東のワーズワースにあった分岐点に代わるものとして、この地のトラッキー川氾濫原に盛り土をし、操車場と、同社の労働者のための町を造った。これがスパークスの始まりであった。町の名は当初、ユニオン・パシフィック鉄道の社長であった鉄道王エドワード・ヘンリー・ハリマンにちなんだハリマンという名であったが、後に当時のネバダ州知事ジョン・スパークスにちなんでスパークスと改名された。翌1905年、スパークスは市制を施行した。
20世紀前半のスパークスは、鉄道の他には何も無い静かな町で、その成長も緩やかであった。しかし、1950年代に入ると、リノの郊外としての開発が進み、それまで以上に閑静な住宅街へと変貌した。その後、1970年代には、市南部の家族経営の工場や牧草地が、倉庫や小工場、軽工業が建ち並ぶ工業団地に姿を変えた。1984年には、スパークス初の高層建築物となる、ナゲット・カジノ・リゾートというカジノおよびホテル（28階建て、高さ103.6m）が建てられ、開業した。また、1980年代から進められてきた再開発の成果の1つとして、I-80のすぐ北を通るビクトリアン・アベニューが「歩行者に優しい」通りに生まれ変わり、ビクトリアン・スクエアという、多くの野外イベントも開かれる場も造られた。
また、1980年代には、環境保護庁の指揮の下、総合動的水質コンピュータモデル、DSSAMモデルが開発された。このモデルは、トラッキー川流域3,120mi2（8,080km2）における様々な土地利用やストームウォーター管理が及ぼす影響を分析し、スパークスにおける表面流出ストームウォーター管理施策を策定するのに用いられた。

## 地理

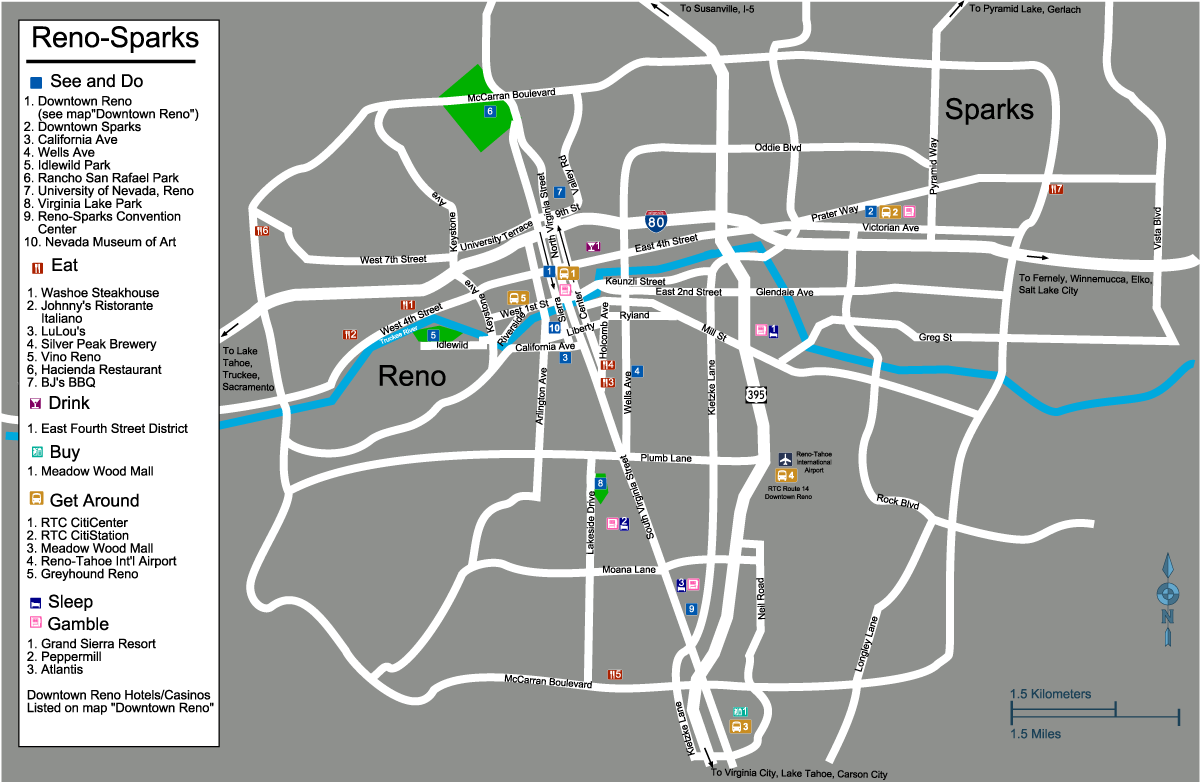
リノ・スパークス両市の位置関係、および名所等を示す地図

スパークス市庁舎は北緯39度32分25秒 西経119度44分57秒 / 北緯39.54028度 西経119.74917度に位置している。市はネバダ州北西部、リノの東に隣接し、同市ダウンタウンからは東へ約6kmである。
アメリカ合衆国国勢調査局によると、スパークス市は総面積93.07km2（35.94mi2）である。そのうち92.79km2（35.83mi2）が陸地で0.29km2（0.11mi2）が水域である。総面積の0.31%が水域となっている。市の代表的な水域としては、タホ湖を水源とし、リノ・スパークス両市を西から東へ流れ、ピラミッド湖に注ぐトラッキー川が挙げられる。この川の流路はスパークスの南の市境になっている。標高は市庁舎の位置で1,347mである。

### 気候
スパークスの気候は、1年を通じて乾燥し、日中は暑いが夜は「涼しい」を通り越し冷え込む夏と、日中は穏やかなものの夜は寒くなる冬に特徴付けられ、日較差が大きい、乾燥性かつ高地性の気候となっている。最も暑い7月の最高気温の平均は約33℃に達するが、最低気温は平均12℃まで下がり、平均気温は約22℃である。最も寒い1月の最高気温の平均は8℃まで上がるものの、最低気温の平均は氷点下5℃まで下がり、平均気温は1.6℃程度である。降水量は夏季の6-9月にかけては特に少なく、月間7-12mm程度である。その他の月は月間15-28mm程度である。また、冬季には月間数cm程度のわずかな降雪が見られることがある。年間降水量は210mm程度である。ケッペンの気候区分では、スパークスはステップ気候（BSk）に属する。
|                   | 1月  | 2月  | 3月  | 4月  | 5月  | 6月  | 7月  | 8月  | 9月  | 10月 | 11月 | 12月 | 年    |
| ----------------- | ---- | ---- | ---- | ---- | ---- | ---- | ---- | ---- | ---- | ---- | ---- | ---- | ----- |
| 平均気温（℃）     | 1.6  | 3.9  | 7.2  | 9.9  | 14.3 | 18.7 | 22.4 | 21.4 | 17.3 | 11.8 | 5.5  | 1.6  | 11.3  |
| 平均最高気温（℃） | 8.2  | 11.4 | 15.2 | 18.3 | 23.3 | 28.6 | 33.0 | 32.1 | 28.2 | 21.8 | 13.3 | 8.3  | 20.2  |
| 平均最低気温（℃） | -5.2 | -3.4 | -0.8 | 1.6  | 5.3  | 8.7  | 11.9 | 10.8 | 6.4  | 1.8  | -2.3 | -5.1 | 2.5   |
| 降水量（mm）      | 27.9 | 22.9 | 22.9 | 15.2 | 15.2 | 12.7 | 7.6  | 7.6  | 10.2 | 15.2 | 22.9 | 27.9 | 208.2 |

## 政治
スパークスはシティー・マネージャー制を採っている。この制度の下、市長および市議会は市の立法機関として市の政策を策定し、行政実務の最高責任者であるシティー・マネージャーがスタッフと共にその政策を実行する。市長および5人の市議会議員の任期はともに4年で、2年ごとに半数を改選する。市議員は市を5つに分けた小選挙区から1人ずつ選出される。

## 経済

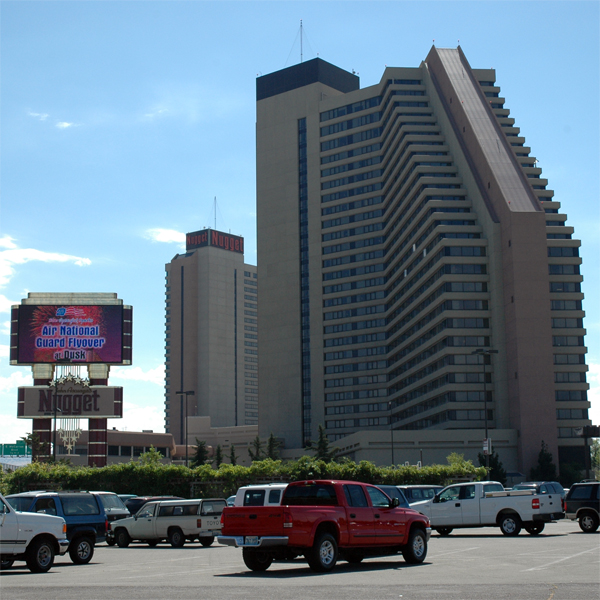
ナゲット・カジノ・リゾート

スパークスに本社を置く主な企業としてはシエラ・ネヴァダ・コーポレーションが挙げられる。同社は航空宇宙を軸に、防衛や、民生用を含む遠隔医療、情報セキュリティなど、多岐にわたる事業を展開している。また、2021年10月に設立されたパナソニックグループの社内カンパニーであるエナジー社は、その北米拠点をスパークスに置いている。
そして、ラスベガスと同様、リノもカジノを中心とした観光業が地域経済において大きな役割を担っている都市であり、その「リノのカジノ」の一部はスパークス市域内に立地している。スパークス市域内に立地する主なカジノとしては、ナゲット・カジノ・リゾートをはじめ、ボールディニズ・カジノ、レール・シティ・カジノ、ウェスタン・ビレッジ・イン・アンド・カジノが挙げられる。

## 交通
スパークスを含むリノ都市圏の玄関口となる商業空港は、リノのダウンタウンから南東へ約5.5km、スパークスからは南へ約4kmに立地するリノ・タホ国際空港（IATA: RNO）である。同空港には3大航空会社（アメリカン航空・デルタ航空・ユナイテッド航空）を含む11社が就航し、各航空会社のハブ空港を含む、アメリカ合衆国内30空港以上への直行便に加えて、ボラリスによるメキシコ・グアダラハラのドン・ミゲル・イダルゴ・イ・コスティージャ国際空港への国際線が発着している。

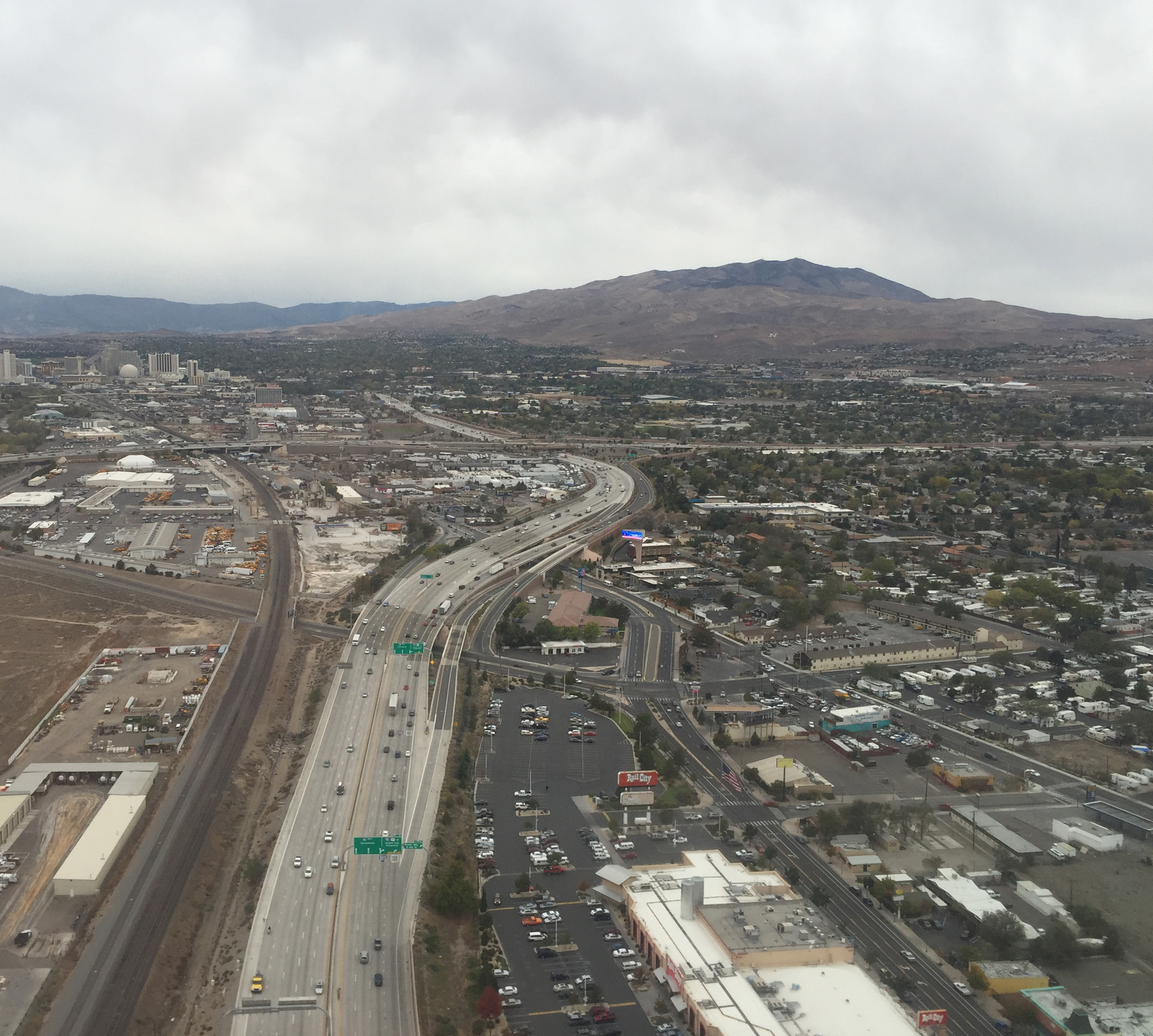
スパークス市内を通るI-80。画像左側奥はリノのダウンタウン

州間高速道路I-80はスパークス市域南部を東西に通っている。I-80は大陸を東西に横断する幹線である。西へはリノのダウンタウンを通り、さらにそれ以西、シエラネバダ山脈を越えてカリフォルニア州に入り、サクラメントやサンフランシスコへと至る。東へはネバダ州北部を横断し、ユタ州へ入ってソルトレイクシティを通り、さらにそれ以東、中西部や東海岸へも通じている。市内を南北に通る大きな通りとしては、スパークスから北上してピラミッド湖へ至る、州のシーニックバイウェイにも指定されているピラミッド・ウェイ（州道445号線）、およびリノの外郭を取り囲むマッカラン・ブールバード（州道659号線）が挙げられる。また、マッカラン・ブールバードよりもさらに外側、市東部からリノ市南東部・南部へと至る、サウスイースト・コネクターも、2021年末までの完成を目指して建設が進められている。

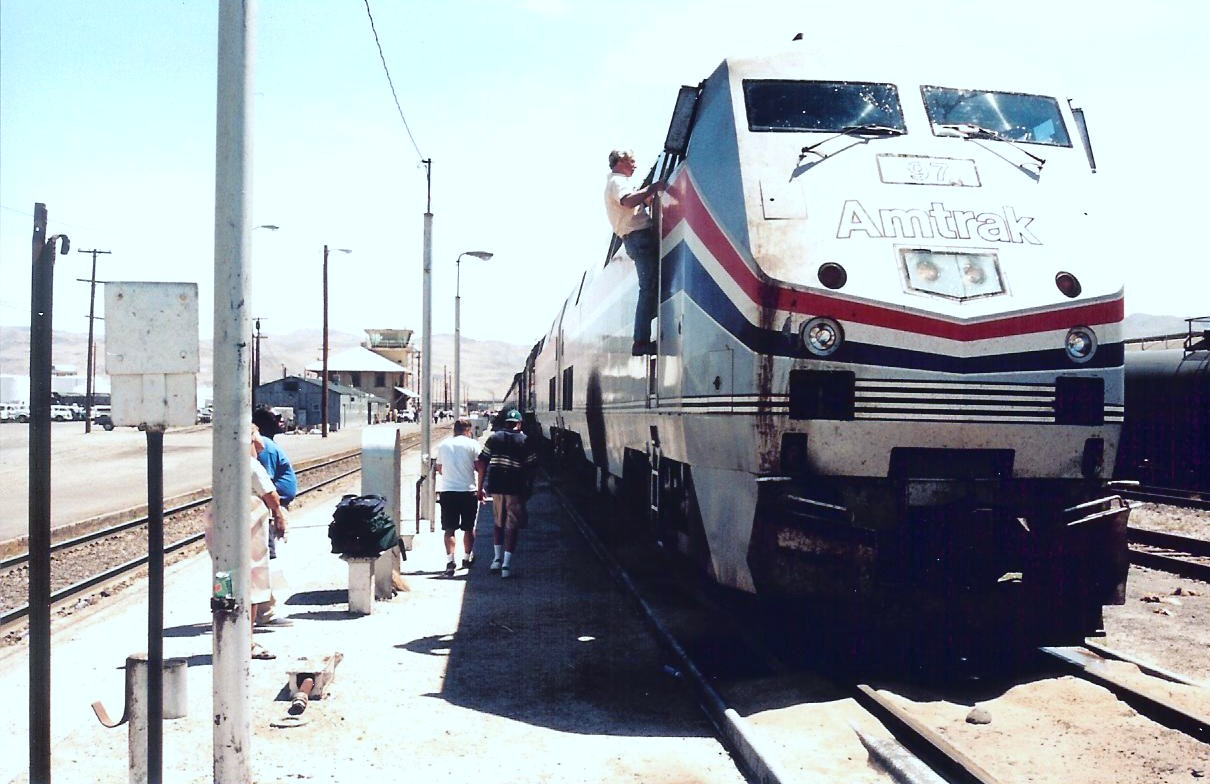
スパークス駅に停車していたカリフォルニア・ゼファー号（1998年）

ユニオン・パシフィック鉄道の線路はスパークス市域南部、I-80のすぐ南を、I-80にほぼ平行して敷かれている。ナゲット・カジノ・リゾートのすぐ南には、同社の貨物駅および操車場を兼ねた、スパークス・インターモーダル・ターミナルが設けられており、工業団地の一部にもなっている。かつてはここに旅客駅も設けられ、サンフランシスコ・ベイエリアとシカゴとを結ぶアムトラックの長距離列車カリフォルニア・ゼファー号が停車していたが、この駅への停車は2008年11月1日に廃止され、旅客駅自体も翌2009年に閉鎖された。代わりに、ナゲット・カジノ・リゾートにアムトラックとの連絡バスが停車するバス・ストップが設けられている。
リノの路線バス網を運行しているワシュー郡地域交通局（Regional Transportation Commission of Washoe County、RTC）は、2008年に完成したセンテニアル・プラザというバスターミナルをスパークスに置いている。このバスターミナルには、プレイター・ウェイ上を通ってリノのダウンタウンへと向かうバス・ラピッド・トランジットのリンカーン線をはじめ、スパークス市域内を通る7系統のバスが発着している。このバスターミナルは、サンフランシスコ方面へのバスが発着するグレイハウンドのバスターミナル、および、州都カーソンシティやマンモスレイクス、ローンパイン、ランカスター方面へと国道395号線上を走るイースタン・シエラ・トランジットのバスターミナルも兼ねている。加えて、市域最南部、ユニオン・パシフィック鉄道の線路よりも南側には、このバスターミナルには発着しないものの、リノのダウンタウンに発着し、グレンデール・アベニュー上（東行）およびグレッグ・ストリート上（西行）を循環して通る、#18のバス路線が走っている。

## 教育

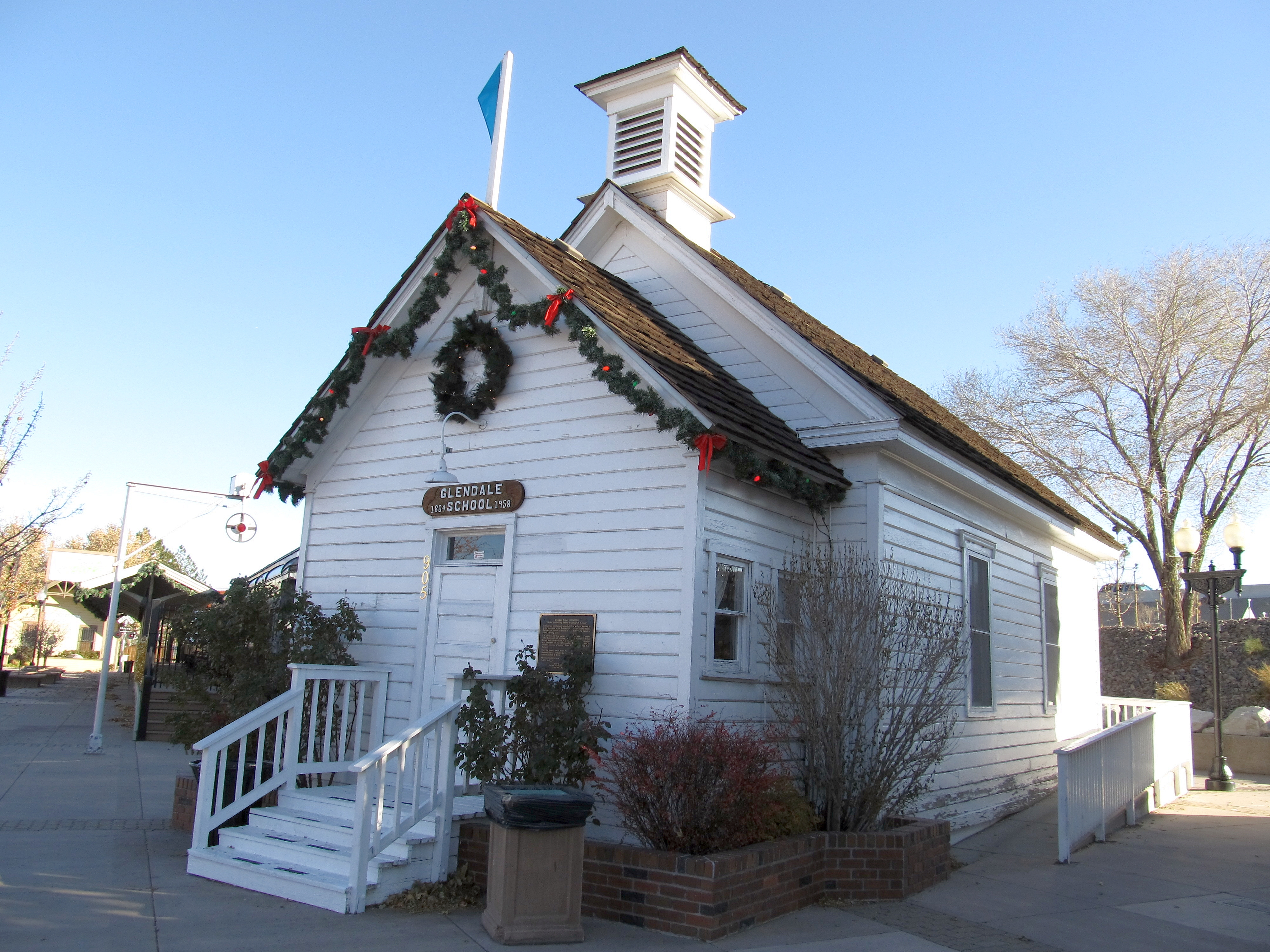
ビクトリアン・スクエアに移築されたグレンデール学校旧校舎。1864年に建てられた、現存するものとしては州最古の校舎であり、国家歴史登録財に指定されている。

スパークスにおけるK-12課程は主にワショー郡学区の管轄下にある公立学校によって支えられている。同学区は小学校（就学前・幼稚園・1-5/6年生）65校、中学校（6/7-8年生）18校、高校（9-12年生）14校、その他オルタナティブ教育校やチャーター・スクールも含め合計110校の学校を管轄し、60,000人以上の児童・生徒を抱えている。そのうち、スパークス市域内には小学校22校、中学校5校、高校3校が置かれている。加えて、スパークスにはエクセル・クリスチャン・スクールという、キリスト教無教派の小中高一貫私立学校も置かれている。
ワシュー郡図書館システムはスパークス市域内にスパークス図書館、およびスパニッシュスプリングス図書館の2館の支館を置いている。2019年、スパークス図書館は地元のドラァグクイーンによる読み聞かせ会を開催した。同システムの責任者は、このイベントによって、この地域における社会的包摂の度合いが高まることを期待すると述べた。その一方で、地元の親たちや保守層からは、このイベントに対する猛烈な反対運動も起こった。

## 文化と名所

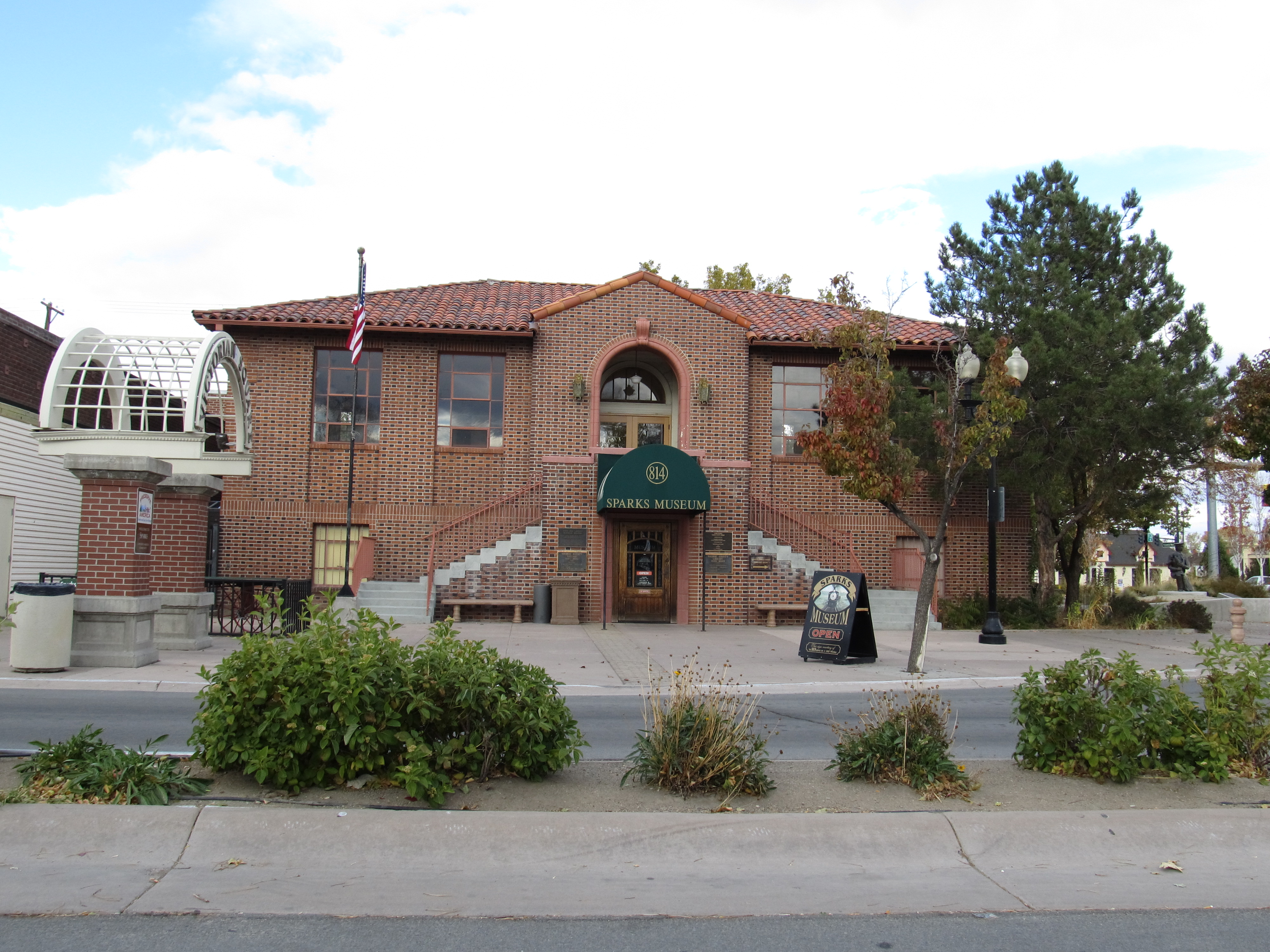
スパークス・ヘリテージ博物館

ビクトリアン・アベニューとピラミッド・ウェイの北西角にはスパークス・ヘリテージ博物館が立地している。同館は1985年に市庁舎の地下で開館した後、市当局が提供した空き店舗跡を経て、1995年に現在地にあったスパークス治安判事庁舎を郡当局が寄贈し、転用したものである。同館は、スパークスやトラッキー川氾濫原に関する事物、写真や印刷物を収蔵・保存し、展示している。また、館外にも中国系の鉄道労働者が建造した橋、サザン・パシフィック鉄道駅のレプリカや、同社の蒸気機関車などが展示されている。
ナゲット・カジノ・リゾートには、その敷地内に2019年に開設された、ナゲット・イベント・センターという8,500席を取れる野外劇場が立地しており、コンサートなどに使われている。また、毎年レイバー・デーの週には、ビクトリアン・スクエアで、ベスト・イン・ザ・ウェスト・ナゲット・リブ・クックオフという、バーベキューリブの祭典が、ナゲット・カジノ・リゾート後援で開かれる。このイベントはコンテストも兼ねており、優勝店舗には賞金も出る。
市南東部にあるスパークス・マリーナ・パークは、ヘルムズ湖という、帯水層を水源とする77エーカー（0.31km2）の湖の周囲に造られている。同園にはマリーナや人工のビーチ、釣り桟橋等の施設が設けられ、湖でのウィンドサーフィン/セーリング、遊泳、スクーバダイビング、釣り、ボートといった活動が可能になっている。また、園内にはドッグラン、バレーボールコート、遊具、ピクニックエリアといった施設も設けられている。
スパークスの東に広がる砂漠の中では、「世界的に有名な」を屋号として自称する、マスタング・ランチという売春宿が1967年から営業している。なお、この売春宿の住所はスパークスであるが、リノ・スパークス両市を含むワショー郡では売春は違法であり、実際の所在地はスパークスからは東へ約20km離れた、売春が合法なストーリー郡内である。

## 人口推移
以下にスパークス市における1910年から2020年までの人口推移をグラフおよび表で示す。
| 統計年 | 人口      |
| ------ | --------- |
| 1910年 | 2,500人   |
| 1920年 | 3,238人   |
| 1930年 | 4,508人   |
| 1940年 | 5,318人   |
| 1950年 | 11,378人  |
| 1960年 | 19,827人  |
| 1970年 | 24,187人  |
| 1980年 | 40,780人  |
| 1990年 | 53,667人  |
| 2000年 | 74,526人  |
| 2010年 | 94,728人  |
| 2020年 | 108,445人 |